# Mac-Morton
Mac-Morton er en dansk stum sensationsfilm fra 1912 produceret af Oscar Emanuel Nathansohns filmselskab The Copenhagen Film Co. efter manuskript af Axel Breidahl. Filmen er instrueret af Paul Welander, der også spillede filmens hovedrolle som skurken Mac-Morton.
Det er usikkert om filmen nogensinde er blevet vist i danske biografer, herunder Nathansohns egen biograf på Gammel Kongevej 100, som han blot kaldte Biografen. Nathansohs filmselskab gik konkurs kort efter færdiggørelsen af filmen.

## Handling
Den skumle advokat Mac-Morton er leder af et komplot, der går ud på at bortføre folk og herefter kræve løsesum. Mac-Morton og hans mænd bortfører en ung kvinde, Miss Maud, som han holder fanget. Miss Mauds familie befrier hende, og det lykkes at afsløre Mac-Morton i sidste øjeblik inden han når at hæve løsesummen i banken.

## Medvirkende
- Paul Welander som Mac-Morton
- Knud Lumbye som James Gouldsmith, mangemillionær
- Alma Jensen som Mrs. Brown, enke
- Emanuel Gregers som Tom, Mrs. Browns søn, cowboy
- Bertel Krause som Samuel Dawies, "Onkel Sam"
- Marius Hansen som Den gamle jøde
- Poul Steffensen
- Olivia Klingspor som Maud, Gouldsmiths datter
- Frk. Primrose	som Alice, Mrs. Browns datter